# Plant Systematics and Evolution
Plant Systematics and Evolution est une revue scientifique à comité de lecture bisannuel sur la botanique systématique et la biologie de l'évolution.